# 工人国际委员会 (2019年)
工人国际委员会（英語：Committee for a Workers' International），简称工国委（CWI），是一个托洛茨基主义政党和组织的国际联盟，总部设于英国伦敦。
2019年7月25日，工人国际委员会发生分裂，社会党 (英格兰和威尔士)和它来自9个国家的支持者另行组建“重建工国委”，剩下的支部则在随后称自己为“工国委-多数派”。2020年2月1日，工国委-多数派改名为国际社会主义替代。此后，重建工国委成为唯一的工人国际委员会。

## 支部
- 奥地利 社會主義攻勢
- 阿尔及利亚 革命左翼
- 智利 革命社会主义
- 英格兰   社会党
- 芬兰 CWI芬兰
- 法國 革命左翼
- 德国 社会主义組織團結
- 印度 新社会主义替代
- 愛爾蘭 战斗左翼
- 日本 CWI日本
- 马来西亚 社会主义替代
- 奈及利亞 民主社会主义运动
- 苏格兰 苏格兰社会党 (2010年)
- 南非 馬克思主義工人黨
- 斯里蘭卡 联合社会党
- 美国 独立社会主义团体